# توني كارتر
توني كارتر (بالإنجليزية: Tony Carter)‏ (17 ديسمبر 1881 في المملكة المتحدة - 1 يناير 1970) هو لاعب كرة قدم بريطاني في مركز الظهير. لعب مع برادفورد سيتي ونادي سندرلاند ونادي كارلايل يونايتد.